# Philipp Harth

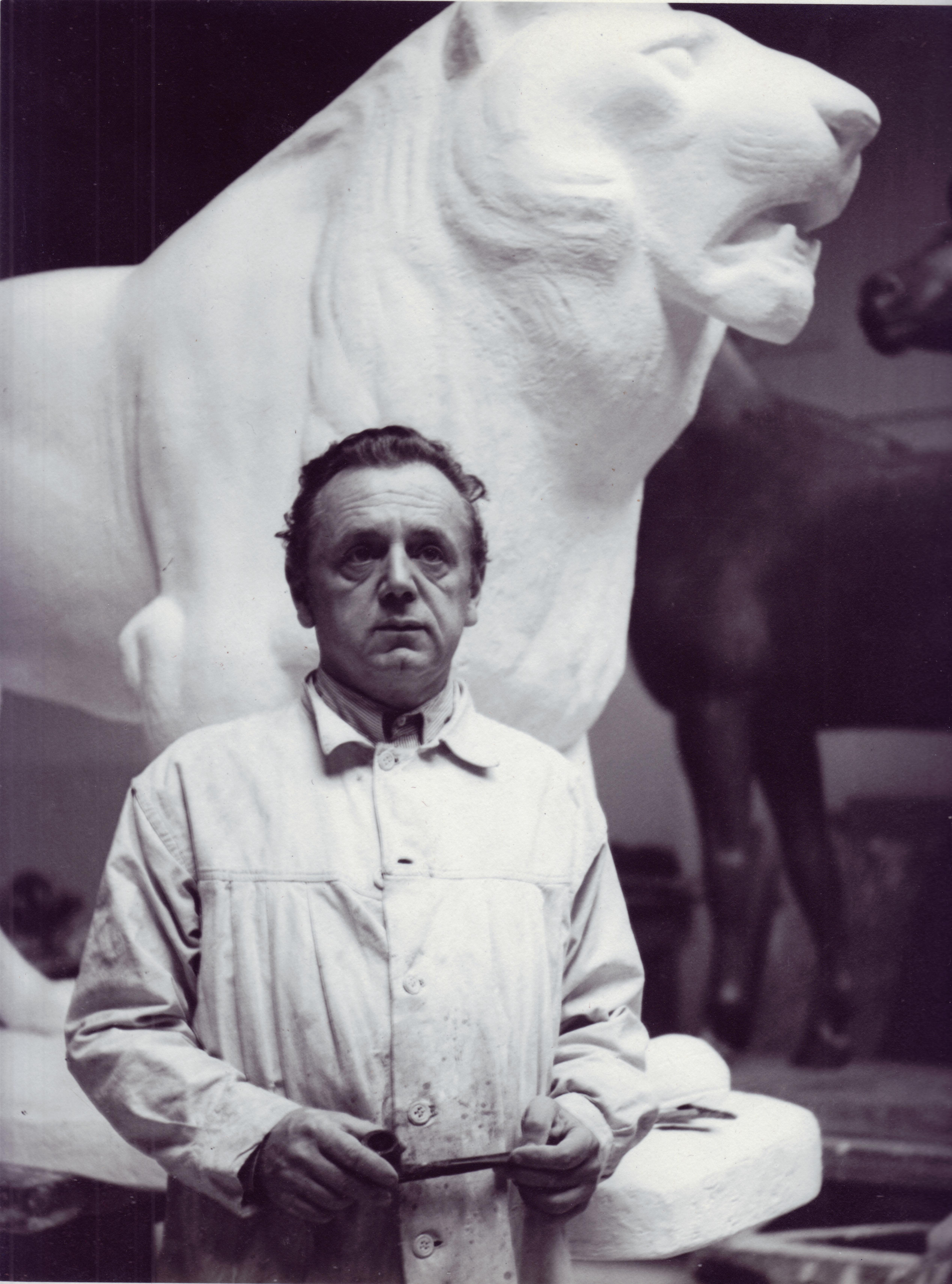
Philipp Harth (1940)

Philipp Harth (* 9. Juli 1885 in Mainz; † 25. Dezember 1968 in Bayrischzell) war ein deutscher Bildhauer.

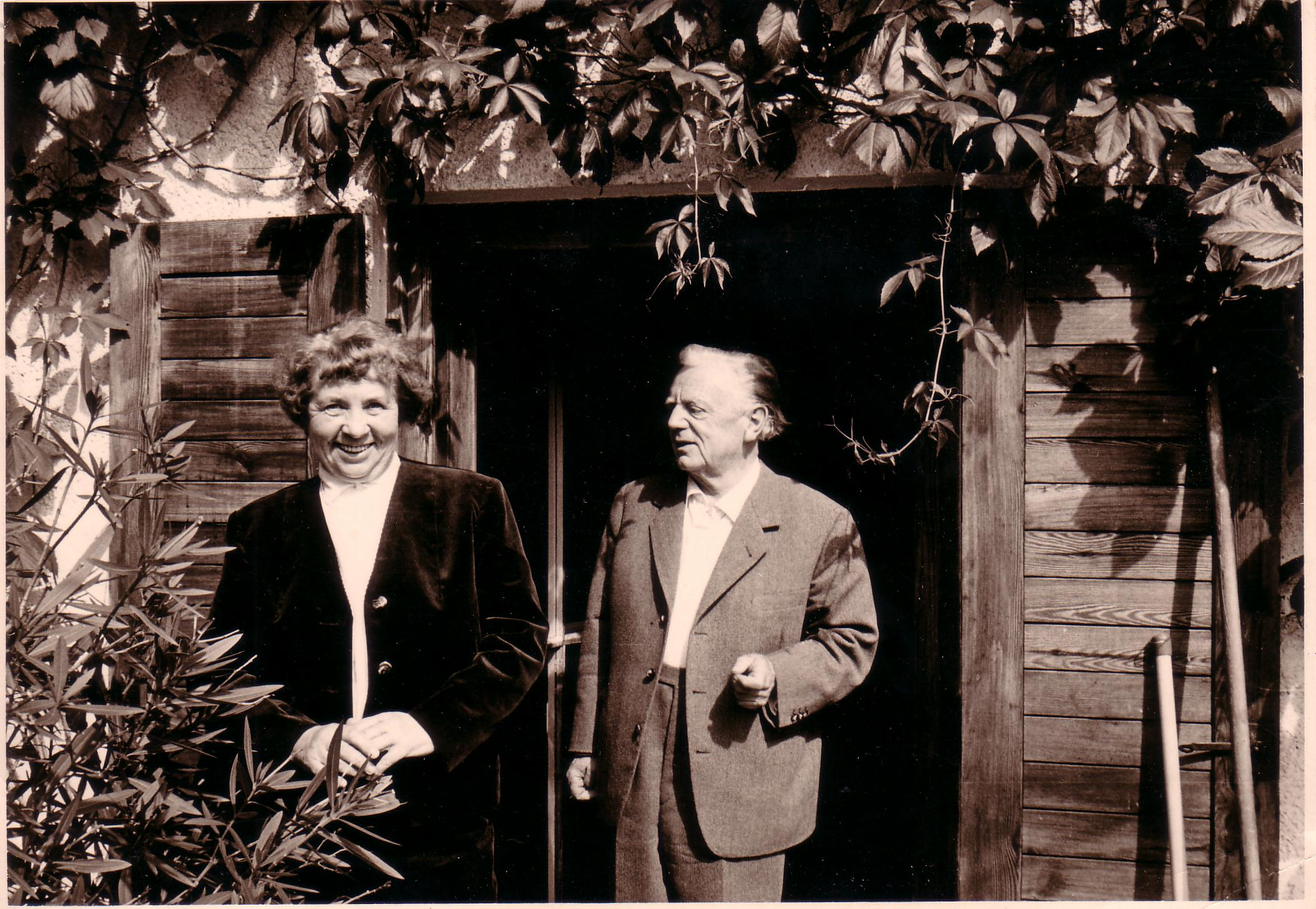
Philipp und Ida Harth (1962)

## Leben

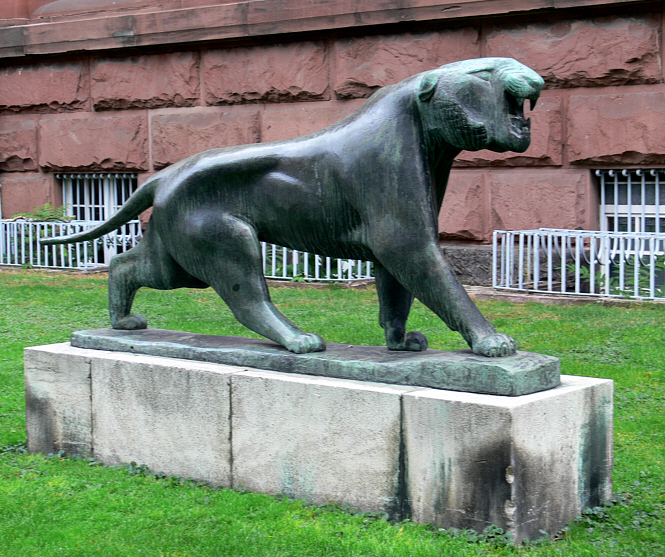
Philipp Harth: Tiger, Bronze, 1936 (Kunsthalle Mannheim)

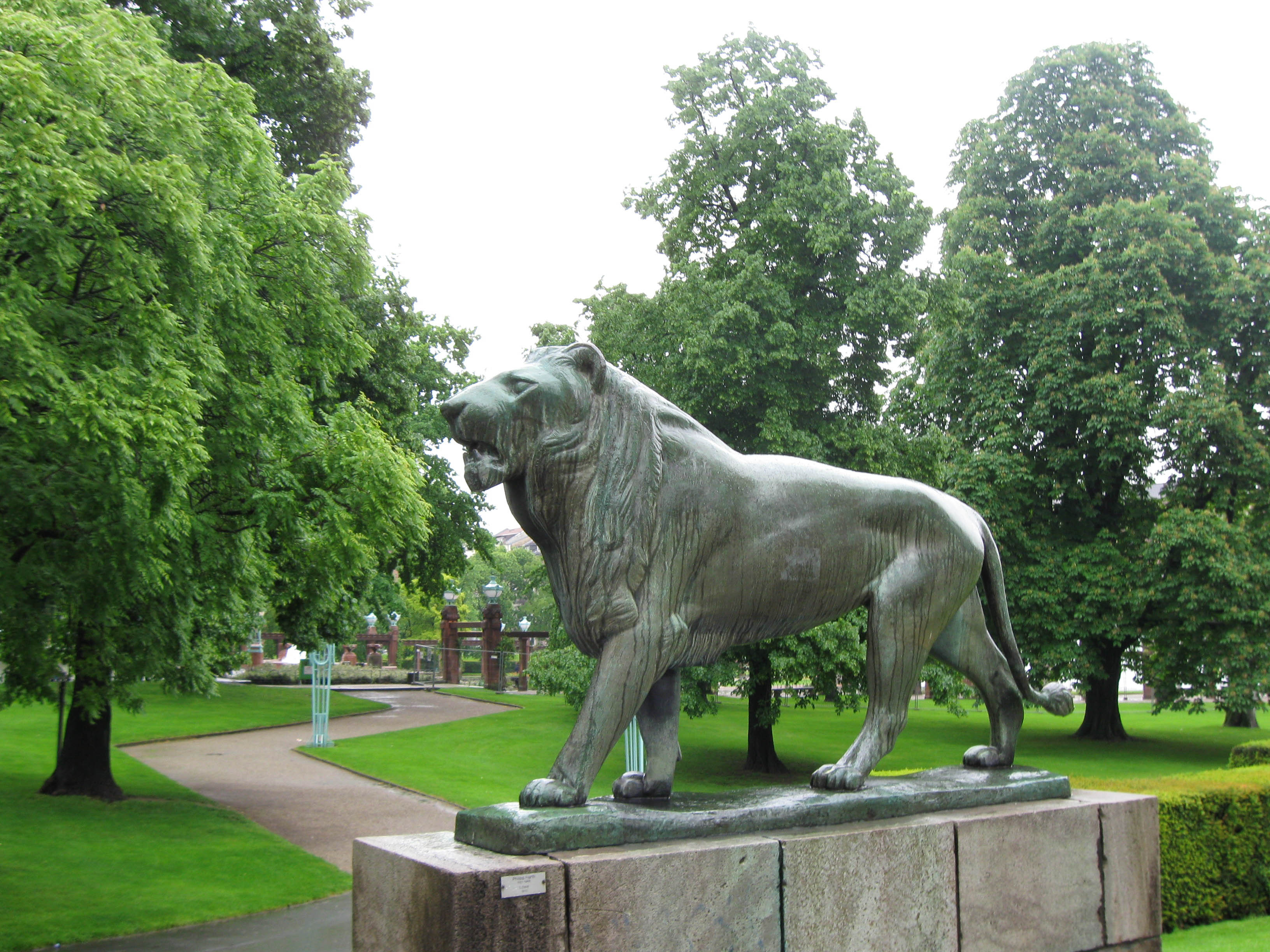
Ph. Harth, Löwe, Bronze, Kunsthalle Mannheim

Nach seiner Ausbildung im väterlichen Steinmetzbetrieb als Steindrucker von 1901 bis 1903 machte Philipp Harth eine Bildhauerlehre in Mainz und Karlsruhe. 1908 heiratete er die spätere Opernsängerin Ida zur Nieden.
In den Jahren 1908/09 lebte er zeitweise in München, Worpswede und Mainz, wo er auch Lehrer an der Kunstgewerbeschule war. In den ersten Jahren schuf Harth Holzreliefs mit Tierdarstellungen und Holzplastiken. Nach 1925 hat er sich ganz den Tierplastiken gewidmet. 1910 zog er nach Berlin und blieb dort bis 1941. In Berlin absolvierte er eine Architektenlehre bei Peter Behrens und Hermann Muthesius. Nach dem Ersten Weltkrieg, aus dem er 1917 schwer verletzt zurückkehrte, nahm er sein Studium an der Kunstgewerbeschule Charlottenburg bei Hans Perathoner wieder auf. Philipp Harth wurde Mitarbeiter an der Odenwaldschule und war dort als Lehrer für Kunsterziehung mit Unterbrechungen bis 1930 tätig. Es folgten Studienaufenthalte in Paris, Rom, Hamburg, Köln und im Hauptgestüt Trakehnen. Von 1926 bis 1933 war Harth als freischaffender Künstler in Schwaz (Tirol) tätig. Bis 1934 war er Mitglied der Berliner Secession.
In der Zeit des Nationalsozialismus war Harth Mitglied der Reichskammer der bildenden Künste. Für diese Zeit ist bis 1940 seine Teilnahme an zwanzig großen Ausstellungen sicher belegt. Harth war anfangs ein Befürworter des NS-Regimes und erhoffte sich von ihm eine Unterstützung seines künstlerischen Schaffens. Ein Abguss einer Tiger-Skulptur, die vom Reichsluftfahrtministerium erworben worden war, wurde im Rahmen von Propaganda-Ausstellungen in von Deutschen besetzten Gebieten mehrfach gezeigt. Im Verlaufe des Zweiten Weltkrieges nahm er zunehmend eine kritische Haltung gegenüber dem NS-Regime ein.
Nachdem 1941 seine Berliner Wohnung in der Bleibtreustraße 1 und sein Atelier durch Bomben zerstört wurden, wurde die Familie nach Offenhausen evakuiert.
Dort wurde Harth nach einer Denunziation von der Gestapo verhaftet und unter Polizeiaufsicht gestellt, weil er sich abfällig über die Kunstpolitik im „Dritten Reich“ geäußert hatte. Harth stand 1944 auf der Gottbegnadeten-Liste.
Seit 1946 lebte er in Bayrischzell.
Schwerpunkt von Harths Arbeiten waren große Tierplastiken in Holz, Stein und Bronze. Werke von ihm stehen unter anderem in Mainz, Mannheim, Berlin, Hamburg, Düsseldorf und im Grugapark Essen.
Zum Freundeskreis von Philipp Harth zählten die Maler Werner Gilles, George Grosz, Emil van Hauth, Erich Heckel, Alexej Jawlensky,  Emil Nolde und Karl Schmidt-Rottluff sowie die Bildhauer und Architekten Georg Kolbe, Kurt Lehmann, Gustav Seitz, Mies van der Rohe und Hermann Muthesius. Eine sehr enge Freundschaft verband ihn mit dem Gründer der Odenwaldschule Paul Geheeb und dessen Ehefrau Edith Geheeb-Cassirer. Philipp Harth war Mitglied im Deutschen Künstlerbund.
In seinem Wohn- und Atelierhaus in Bayrischzell befand sich nach seinem Tod ein Museum, in dem rund 150 Exponate zu sehen waren. Am 6. Juli 1991 wurde in Bayrischzell die Philipp Harth Gesellschaft e.g.V. gegründet.

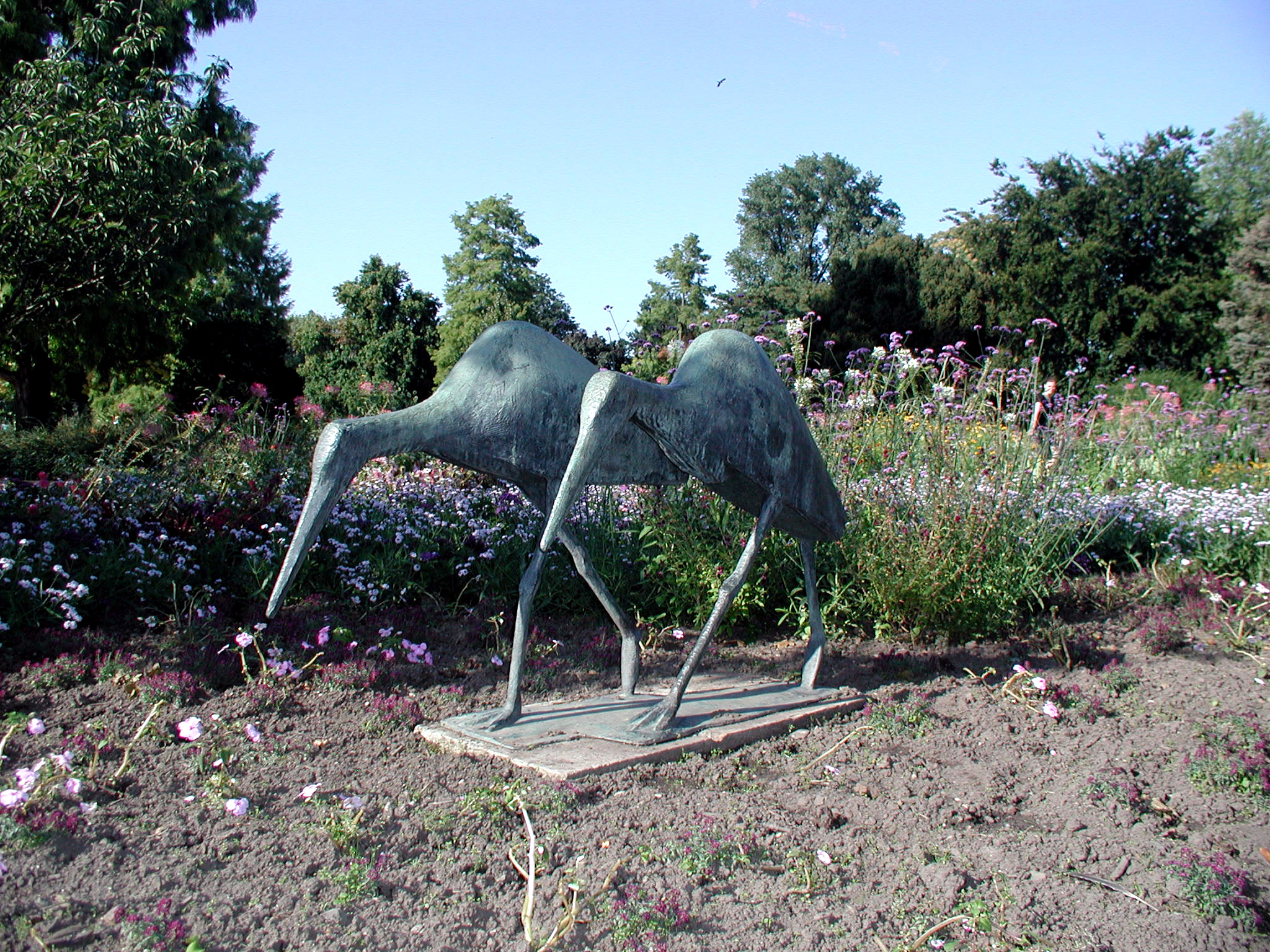
Zwei Störche im Rheinpark-Köln

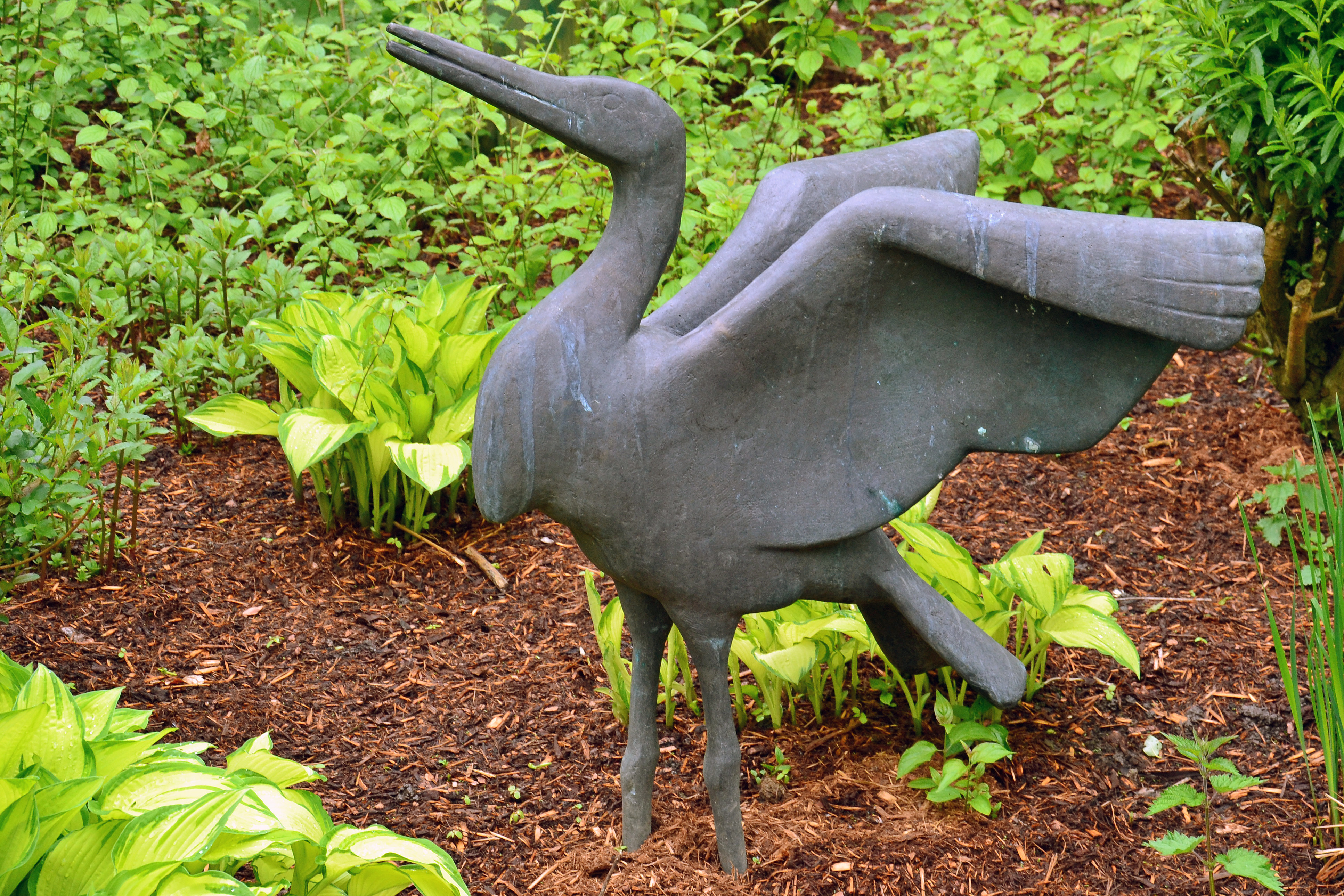
Reiher (Bronze) im Grugapark Essen

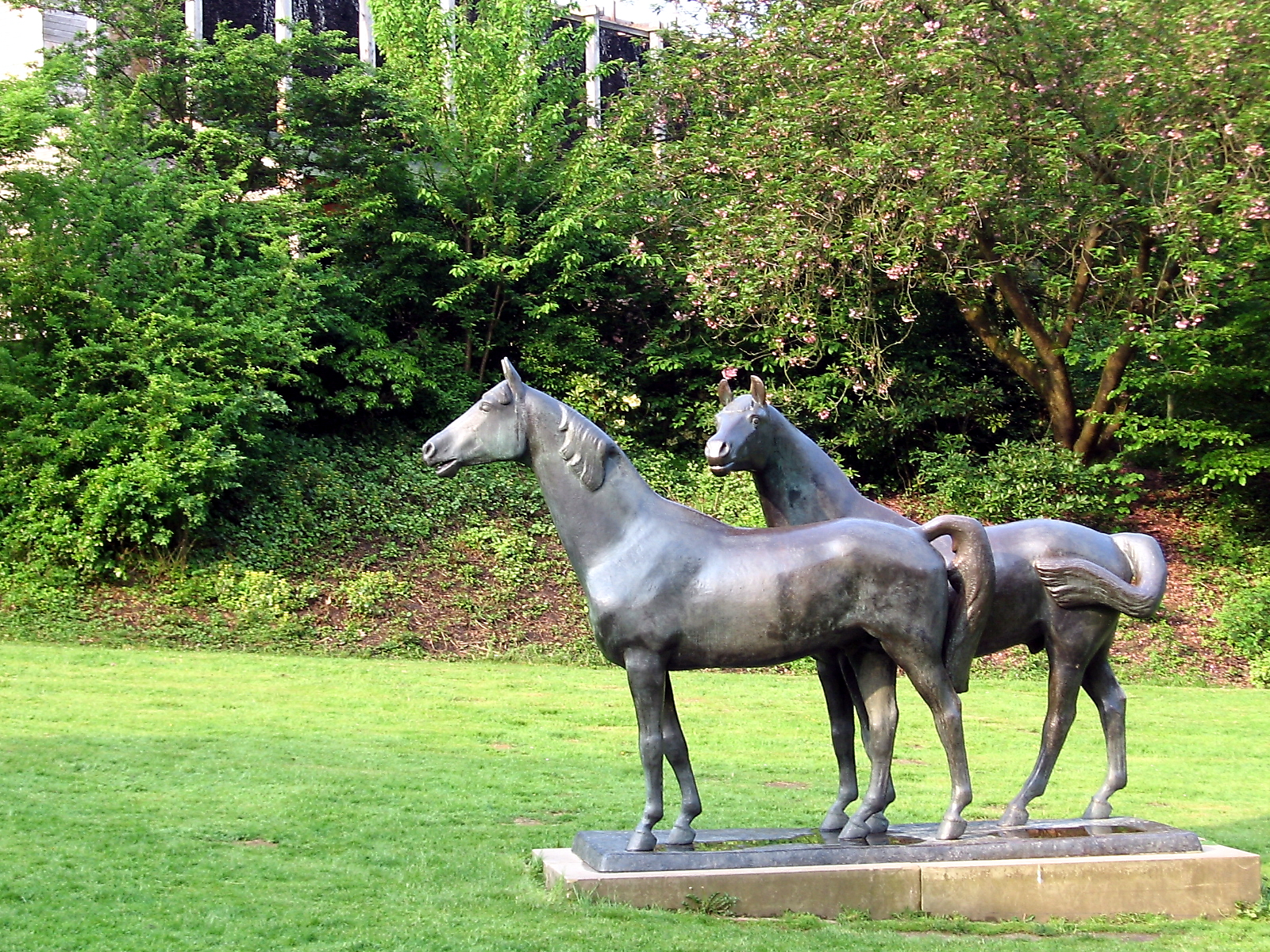
Pferdegruppe (Bronze, 1938) im Grugapark Essen

## Werke (Auswahl)
- Jaguar (Nussbaumholz) für die Nationalgalerie Berlin (1927)
- Adler (Bronze) für das Pergamonmuseum Berlin (1928)
- Sitzender Jaguar (Bronze), Kleinplastik aus der Schwazer Serie (1931)[6]
- Tiger (Bronze) steht am Rheinufer in Mainz, vor dem Tierpark Berlin, im Grugapark Essen, in Mannheim, auf dem Waldfriedhof in Bad Homburg, sowie im Innenhof des Pommerschen Landesmuseums in Greifswald (1936–37)
- Pferdegruppe (Bronze) im Grugapark Essen (1938)
- Löwe (Bronze), Kunsthalle Mannheim (1940)
- Reiher (Kupfer) im Stadtpark Hannover (1951)
- Reiher (Bronze) im Hof des Liselotte-Gymnasiums Mannheim (1951)
- Wolf (Bronze), Kunsthalle Hamburg und vor dem Naturhistorischen Museum in Mainz (1953)
- Brunnen mit drei Pelikanen aus Stein auf dem Quadrat O 7 in Mannheim (1953)
- Schreitende Störche (Bronze) u. a. Kunsthalle Mannheim, Grugapark Essen und Rheinpark Köln (dort am 14. März 2016 gestohlen) (1957)
- Storch und Störchin (Bronze) u. a. Mönchengladbach und Kurpark Schlangenbad (1957)
- Schreitender Löwe (Bronze), Königsallee Düsseldorf (1963), dort den Bergischen Löwen darstellend[7]
- Esel (Bronze) u. a. Stadtpark Mainz und Allwetterzoo Münster (1964)
- Stehender Löwe (Bronze) Mönckebergbrunnen Hamburg (1965)

Harth schrieb auch einige Bücher und Abhandlungen zur Bildhauerei und hielt in dem Buch Mainzer Viertelbuben seine Jugenderinnerungen fest.

## Verschollene Werke (Auswahl)
- Krippe (Holz), zuletzt bei der Krippenschau Aue 1934 nachgewiesen (1920)
- Der Denker (Lindenholz), Statue des Philosophen Christoph Schrempf (1921)
- Pietà (Eichenholz) (1922)

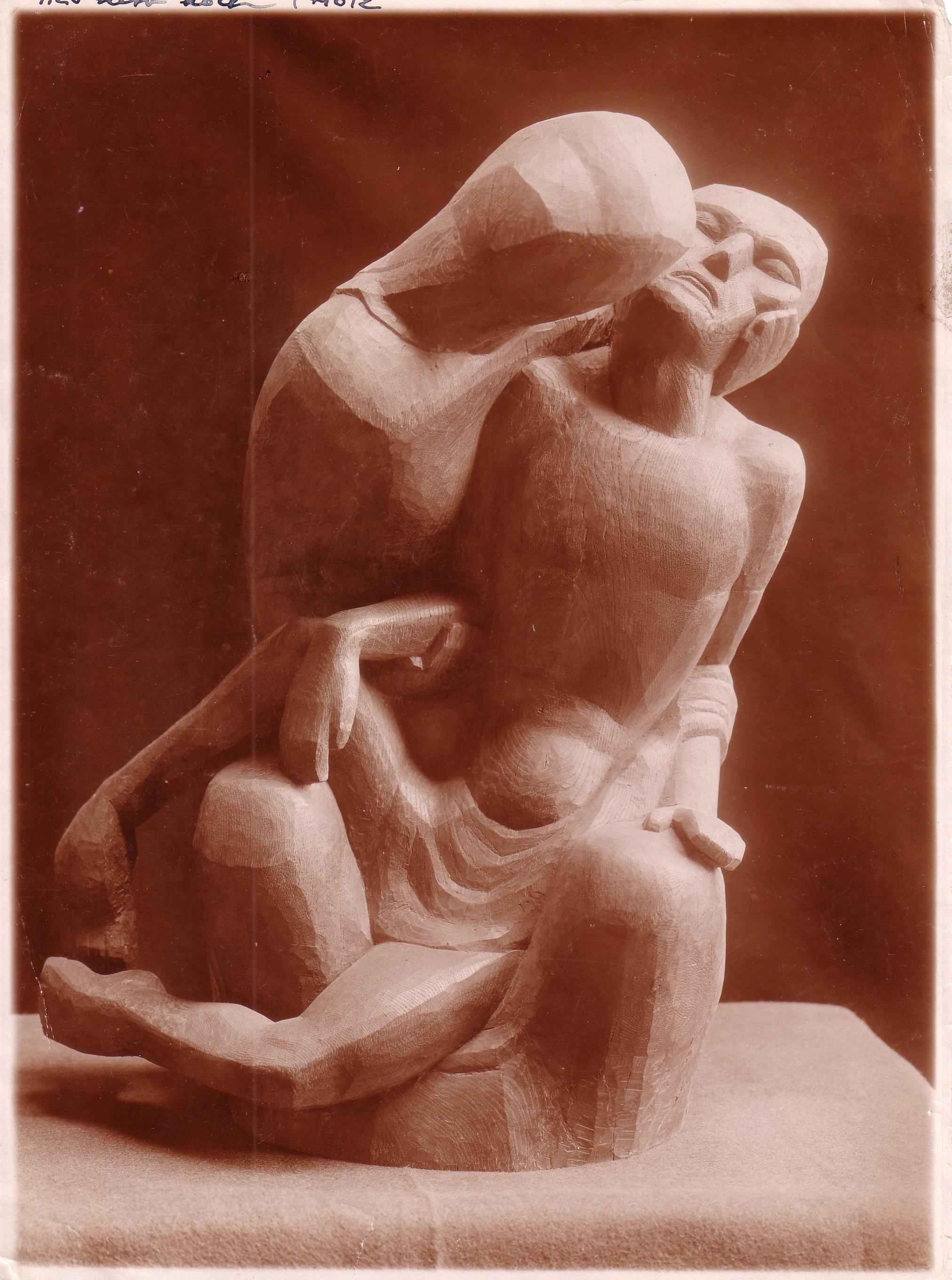
Pietà (Eichenholz), verschollen (1922)

- Hyäne (Nussbaumholz), zuletzt 1935 in München ausgestellt (1926)
- Dromedarherde (Nussbaumholzrelief), zuletzt in der Sammlung Bruno Adriani in Carmel, U.S.A. (1927)

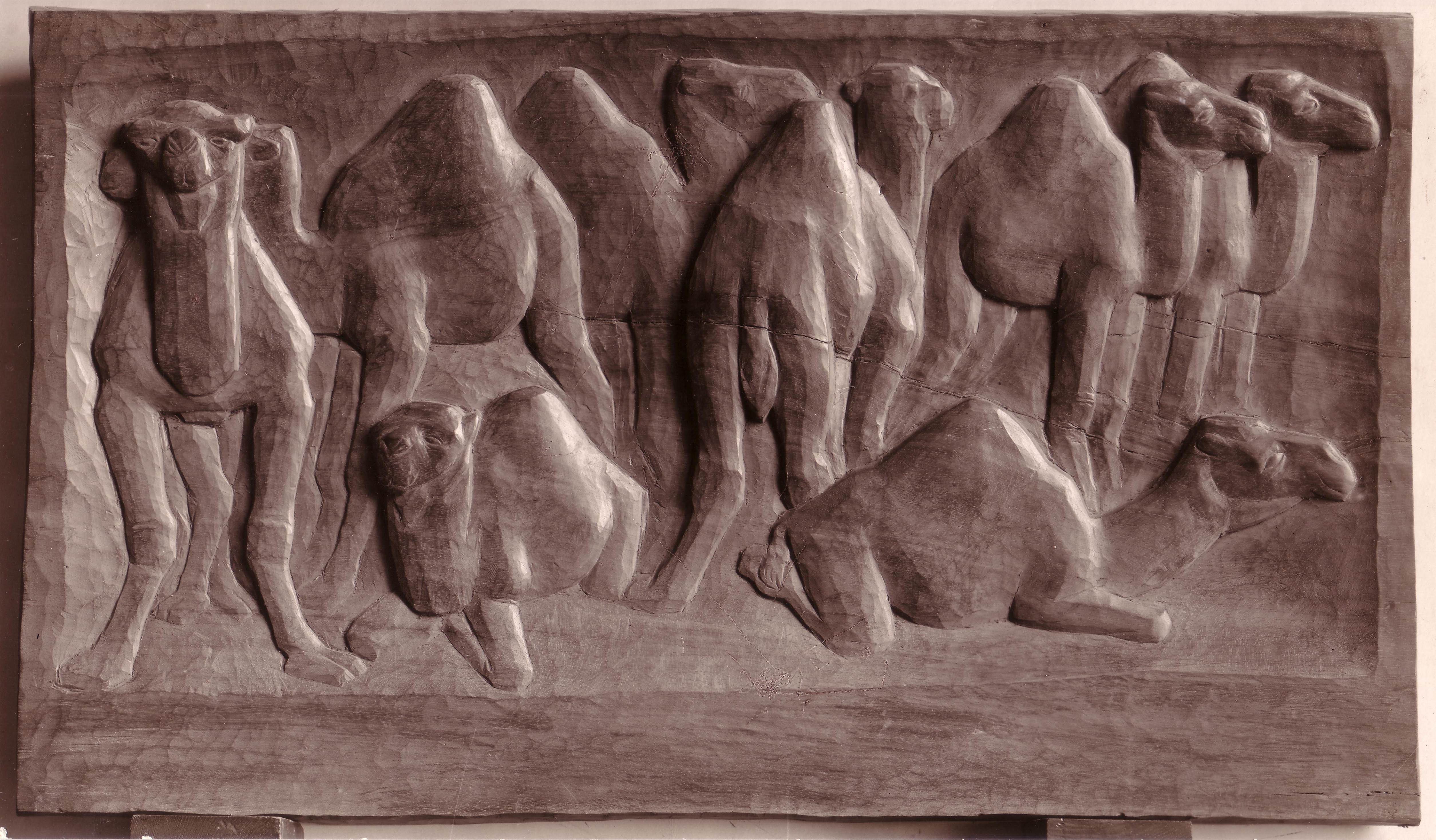
Kamelherde (Holzrelief), verschollen (1927)

- Tiger (Marmorrelief), zuletzt in der Sammlung Bruno Adriani in Carmel, U.S.A. (1931)

Tiger (Marmorrelief), verschollen (1931)

- Pelikanschale (Holz) zuletzt bei den Pelikan-Werken Hannover (1951)
- Zwei Pelikane (Relief, getriebenes Kupferblech), zuletzt in einer Ausstellung 1962 in Mainz (1954)

## Auszeichnungen
- 1935 – Villa-Romana-Preis vom Deutschen Künstlerbund verliehen
- 1937 – Grand Prix mit Goldmedaille der internationalen Kunstausstellung in Paris
- 1956 – Cornelius-Preis der Stadt Düsseldorf
- 1958 – Kunstpreis für Bildhauerei der Landesregierung Rheinland-Pfalz
- 1962 – Kunstpreis der Stadt Mainz anlässlich der 2000-Jahr-Feier
- 1967 – Ehrenmitglied der Akademie der Bildenden Künste München
- 1967 – Silbernes Stadtsiegel der Stadt Mainz zum 80. Geburtstag

## Schriften (Auswahl)
- Aufsätze über Bildhauerische Gestaltung. Riemerschmidt Verlag, Berlin 1939
- Mainzer Viertelbuben. Verlag Dr. Hanns Krach, Mainz 1962
- Gedanken über Bildhauerische Gestaltung. Eigenverlag 1967
- Pegasus, ein poetischer Seitensprung. Druck: Verlag Hanns Krach, Mainz 1973

## Kataloge
- Galerie Karl Buchholz Berlin: Emil van Hauth Ölbilder – Philipp Harth Plastik (1939)
- Kunsthalle Mannheim: Philipp Harth (1957)
- Kunstgeschichtliches Institut der Johannes Gutenberg-Universität Mainz: Philipp Harth – Plastiken und Zeichnungen (1962)
- Mannheimer Kunstverein: Philipp Harth zum 80. Geburtstag (1967)
- Kunst- und Kunstgewerbeverein Pforzheim: Philipp Harth zum 80. Geburtstag (1967)
- Pfalzgalerie Kaiserslautern: Philipp Harth – Plastiken und Zeichnungen (1970)
- Otto Fischer, Kunstsalon, Bielefeld: Der Bildhauer Philipp Harth (1971)
- Günter Franke, München: Philipp Harth, Plastiken, Reliefs, Zeichnungen (1971)
- Mittelrheinisches Landesmuseum, Mainz: Philipp Harth – Tierplastiken und Zeichnungen (1975)
- Gerhard Marcks-Stiftung Bremen: Philipp Harth – Gerhard Marcks und die deutsche Tierplastik im 20. Jahrhundert (1977)
- Mittelrheinisches Landesmuseum, Mainz: Philipp Harth zum 100. Geburtstag – Tiere in der deutschen Plastik des 20. Jahrhunderts (1985)
- Rabalderhaus Schwaz: Der Tierbildhauer Philipp Harth und seine Schwazer Zeit (2002)
- Kunsthalle Mannheim: Arche Noah – Tierplastiken von Philipp Harth (2010)